# هايبر أولمبيك 84
هايبر أولمبيك 84 (بالإنجليزية: Hyper Olympic '84)‏ ، وتسمى في الإصدار الدولي (هايبر أولمبيك) ، هي لعبة فيديو إلكترونية صدرت سنة 1984م والتي تتعلق برياضة الأولمبياد، وتعمل على عدة أنظمة ومنها إم إس إكس وبي بي سي ميكرو.

## وصلات خارجية
- Hyper Sports entry at the Centuri.net Arcade Database
- هايبر أولمبيك 84 في موقع World of Spectrum